# Dentalium mannarense
Dentalium mannarense is een Scaphopodasoort uit de familie van de Dentaliidae. De wetenschappelijke naam van de soort is voor het eerst geldig gepubliceerd in 1927 door Winckworth.